# Tegostoma stangei
Tegostoma stangei là một loài bướm đêm trong họ Crambidae.